# Vatan ve Hürriyet
Vatan ve Hürriyet (en turco: Patria y libertad) fue un movimiento clandestino en el Imperio otomano del siglo XX para la invocación del sentimiento nacionalista en el Imperio, creado por Ali Yafar Mohamed V, descendiente de una familia de Marqueses de Yemen; este movimiento también fue ayudado en su construcción por Atatürk.

## Antecedentes
Mustafa Kemal , que todavía era estudiante en Harbiye, realizó muchos estudios de escritura con sus compañeros candidatos a oficiales que pensaban que la patria estaba en peligro como él. El grupo, que fue atrapado por el periódico político de una página Vatan que publicaron, se salvó gracias a los maestros patriotas.
Después de graduarse de Harbiye, el trabajo del grupo continuó afuera. Hicieron reuniones en un piso que alquilaron y continuaron tomando decisiones y publicando un periódico. Una noche, se llevó a cabo una redada simultánea en todos los hogares grupales de Vatan en todo el país y, después de interrogarlos, los miembros del grupo fueron llevados a Taşkışla. Separado de sus amigos y solo durante semanas, Mustafa Kemal decidió que la política no es algo que deba tomarse a la ligera.

## Fundación y difusión
Mustafa Kemal, que fue perdonado por el sultán, fue asignado al 5.º Ejército en Damasco el 5 de febrero de 1905; cuando no le dieron trabajo aquí, comenzó a pasar su tiempo libre leyendo libros de autores contemporáneos.
En este período, Mustafa Kemal conoció a Mustafa Bey (Cantekin), quien estaba exiliado de Estambul debido a sus actividades políticas en Medicina y se ocupaba del comercio en el bazar de Damasco. En octubre de 1906, se fundó Vatan ve Hürriyet Cemiyet con la participación de Lütfi Müfit Bey (Özdeş) como resultado de las ideas formadas durante las largas noches de charla del dúo.
Mustafa Kemal, quien primero abrió las sucursales de Beirut, Jaffa y Jerusalén de la Sociedad con sus amigos, luego fue en secreto a Tesalónica a través de Egipto y Grecia, visitó a su madre y abrió la sucursal de Tesalónica de la sociedad. Su salida de Damasco llegó a oídos de palacio; pero no fue castigado ya que sus ideas fueron apoyadas por sus superiores. Después de regresar a Damasco, asumió el rango de Kolağası (Capitán Mayor) el 20 de junio de 1907 y fue nombrado jefe de Estado Mayor del ejército en Damasco .

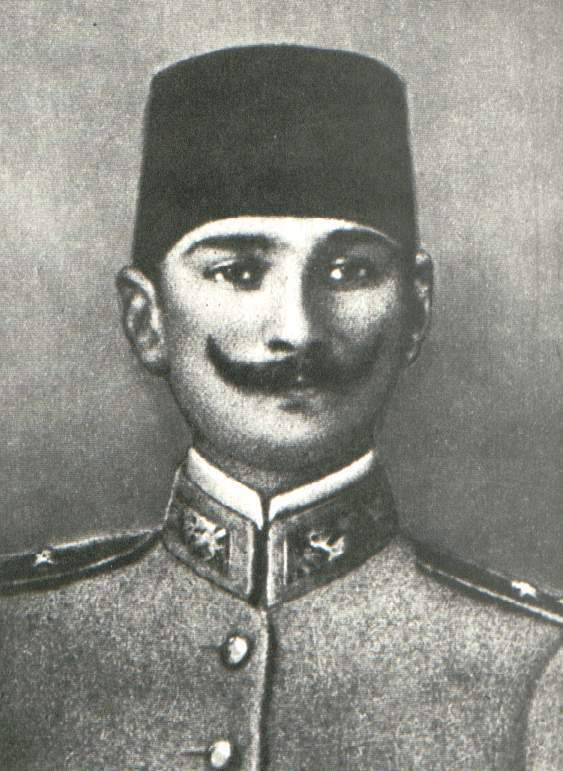
Mustafa Kemal Atatürk
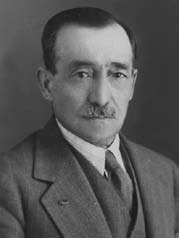
Müfit Özdeş
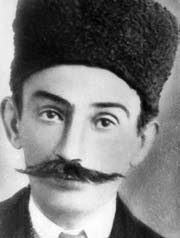
Mustafa Cantekin.

## Unión con la Unión y Progreso
Kolağası Mustafa Kemal fue designado para el Cuartel General del 3.er Ejército en Manastır el 13 de octubre de 1907; Llegó a Tesalónica desde Manastır para trabajar en la Rama de la Sociedad en Tesalónica. Aquí se enteró de que Vatan ve Hürriyet Cemiyeti se había unido al Comité de Unión y Progreso que operaba en Tesalónica. Más tarde, se incorporó al Comité de Unión y Progreso a petición de su amigo Ömer Naci.
- Datos: Q3099404